# Peltidium triarticulatum
Peltidium triarticulatum is een eenoogkreeftjessoort uit de familie van de Peltidiidae. De wetenschappelijke naam van de soort is voor het eerst geldig gepubliceerd in 1879 door Haller.